# Kazuyasu Minobe
Kazuyasu Minobe (jap. 見延和靖 Minobe Kazuyasu; ur. 15 lipca 1987 w Echizen) – japoński szermierz, szpadzista, złoty medalista olimpijski i dwukrotny medalista mistrzostw świata.

## Życiorys
Podczas igrzysk olimpijskich w Rio de Janeiro w 2016 roku był szósty indywidualnie. Na igrzyskach olimpijskich w Tokio Japończycy w składzie: Kōki Kanō, Kazuyasu Minobe, Masaru Yamada i Satoru Uyama zdobyli złoty medal drużynowo. Na tej samej imprezie zajął 10. miejsce w rywalizacji indywidualnej. 
Na rozgrywanych w 2022 roku mistrzostwach świata w Kairze Japończycy w składzie: Kōki Kanō, Ryū Matsumoto, Kazuyasu Minobe i Masaru Yamada zajęli drużynowo trzecie miejsce. Trzy dni wcześniej zdobył też srebrny medal indywidualnie, przegrywając w finale z Francuzem Romainem Cannone. 
Ponadto zdobył również brąz w drużynie na igrzyskach azjatyckich w Kantonie (2010), srebro na igrzyskach azjatyckich w Inczon (2014) i złoto na igrzyskach azjatyckich w Dżakarcie w 2018 roku. 